# 1269

## Esdeveniments
- Després d'haver impulsat altres normes contra els jueus, Lluís IX de França els imposa l'obligació deportar un distintiu groc a la roba.[1]
- Inici del domini de la dinastia marínida al Marroc